# Trigénération
La trigénération est un procédé permettant de produire et valoriser simultanément de l'énergie électrique, de la chaleur et du froid. Les systèmes recourant à ce procédé valorisent différentes formes d'énergies et atteignent généralement de hauts rendements.
Si la cogénération connaît un large développement, la trigénération, encore plus performante, reste mal connue et peu utilisée.
Dans certaines conditions, notamment dans le domaine du génie climatique, cette technologie peut contribuer à des économies d'énergie ainsi qu'à un meilleur contrôle des émissions de gaz à effet de serre et d'autres effets des activités humaines en matière de dérèglement climatique.

## Principe
Il s'agit de produire, à partir d'une énergie primaire (le gaz naturel le plus souvent), trois énergies secondaires utilisables conjointement : 
1. Une énergie thermique à « haute température » utilisable pour le chauffage, séchage, chauffage de serre, piscines, d'eau chaude sanitaire, procédés industriels. Si cette énergie n'est pas utilisée sur place, elle peut (ou son surplus) être basculée dans un réseau de chaleur ;
2. Une énergie thermique à « basse température »[6],[8] utilisable pour la réfrigération agroalimentaire, la production d'eau glacée à destination de climatiseurs. Si cette énergie n'est pas utilisée sur place, elle peut (ou son surplus) être basculée dans un réseau de froid ;
3. Une énergie mécanique (mouvement rotatif ou linéaire transmis à une ou plusieurs machines). L'énergie mécanique doit être consommée, ou transformée, sur place car il n'existe pas de réseau de distribution pour cette forme d'énergie. Généralement elle est transformée en énergie électrique, par l’intermédiaire d'une dynamo (courant continu) ou un alternateur (courant alternatif). Si cette énergie n'est pas utilisée sur place, elle peut (ou son surplus) être basculée dans un réseau électrique.

C'est un type de production idéal pour des unités ayant besoin simultanément des trois types d'énergie (papeterie ou hôpital par exemple).

## L'énergie primaire
L’énergie primaire la plus communément utilisée par les systèmes de trigénération est le gaz naturel, mais théoriquement toute forme d'énergie chimique peut être utilisée, comme l'essence, le fioul, le biogaz, le gaz « fatal » produit par certaines industries (gaz provenant d'un procédé industriel et souvent gaspillé, par exemple le gaz des torchères des industries chimiques et pétrolières).
L'énergie primaire n'est pas nécessairement sous forme d’énergie chimique. On sait aujourd'hui utiliser des machines telles que le moteur Stirling qui permettent une trigénération à partir de n'importe quelle source de chaleur (énergie solaire, géothermique, etc.).

## Utilisation
Dans un équipement de trigénération, comme dans le cas de la cogénération, l'énergie électrique est consommée localement et/ou réinjectée sur le réseau électrique public. En France EDF ou ailleurs, une entreprise nationale ou locale de distribution d'électricité rachète l'électricité suivant des conditions économiques fixées par les pouvoirs publics.

## Rendement
Le rendement de conversion mécanique/électrique peut dépasser les 95 %. Celui de la récupération de chaleur dépend de la configuration du système et de la bonne isolation des tuyauteries.
Un système de stockage de l'énergie peut éventuellement lui être associé.
Une trigénération bien conçue permet théoriquement de récupérer le maximum d'énergie de qualité (utilisable) à partir d'une source primaire d'énergie. On cherche encore à optimiser le rendement exergoéconomique de ces installations

## Variantes
En fonction de la puissance de l'installation, on parle aussi parfois de « mini-trigénération » (puissance électrique entre 36 et 250 kW) et de « micro-trigénération » (puissance électrique entre 0 et 36 kW).
Ces petites installations peuvent par exemple être intégrées dans des systèmes domestiques(éventuellement domotisé) de production d'énergie pour une maison. 
Des applications domestiques et résidentielles à petite échelle et des applications commerciales à moyenne échelle (pour le secteur tertiaire, les écoles, hôpitaux, hôtels, musées et bâtiments administratifs devraient profiter des progrès techniques.